# Шлютер, Отто
Отто Шлютер (нем. Otto Schlüter;1872—1959) — немецкий географ. Шлютер был профессором географии в Галльского университета с 1911 года вплоть до своей смерти. Ему приписывают создание термина «культурный ландшафт», который является одним из переломным в географической истории.

## Ранняя жизнь и образование
Отто Шлютер учился между 1891—1898 гг. географии, геологии, минералогии и философии сперва во Фрайбургском университете, потом в Галльском университете у Альфреда Кирхгофа и Берлинском университете в качестве ассистента Фердинанда фон Рихтгофена). После обучения в Берлинском и Боннском университетах в 1911—1938 годах служил профессором географии в Галльском университете.